# Elecciones generales de Bélgica de 1835
Las elecciones generales de Bélgica de 1835 se celebraron el 9 de junio de ese año. En el Senado, los católicos obtuvieron 31 escaños y los liberales 8, siendo el resto de los independientes.  El censo electoral estaba conformado por solo 23.000 personas.
En cuanto a las elecciones a la Cámara de Representantes, debido al sistema alterno, estas solo se celebraron en cuatro de las nueve provincias: Flandes Oriental, Henao, Lieja y Limburgo. Así, 51 de los 102 escaños de la Cámara estaban a elección.
El gobierno de turno de Barthélémy de Theux de Meylandt fue reelegido. De los 51 escaños en disputa en la cámara baja, 47 diputados se reeligieron, y todos los escaños permanecieron en el mismo partido. 

## Resultados

### Senado
| Partido            | Votos | % | Escaños | +/– |
| ------------------ | ----- | - | ------- | --- |
| Católicos          |       |   | 31      | 0   |
| Liberales          |       |   | 8       | +1  |
| Independientes     |       |   | 12      | –1  |
| Total              |       |   | 51      | 0   |
| Sternberger y col. |       |   |         |     |

### Cámara de Representantes
| Partido            | Votos | % | Escaños |
| ------------------ | ----- | - | ------- |
| Católicos          |       |   | 30      |
| Liberales          |       |   | 21      |
| Total              |       |   | 51      |
| Sternberger y col. |       |   |         |